# Singel i stan (tecknad serie)
Singel i stan är en tecknad serie av Emma Hamberg, tecknad för Veckorevyn och utgiven i albumform 1996.
Strippserien beskriver de olika sidorna med att vara ung kvinna och nyligen inflyttad i storstan. Samt singel. Huvudpersonen heter Stella, och i serien letas det efter drömprinsar, försöks ses nyktert på tillvaron och klappas katt (i brist på drömprins). Seriens skapare hade själv några år tidigare flyttat från västgötsk småstadsmiljö (Lidköping, tidigare Vänersborg) till Stockholm. Serien följde på Emma Hambergs föregående serie Emma, också den en humorserie i strippformat med vissa självbiografiska drag.